# Nikołaj Juszuniew
Nikołaj Łukicz Juszuniew (Łukin) (ros. Николай Лукич Юшунев (Лукин), ur. 1895 we wsi Janszychowo-Norwaszy, zm. 1942 k. Stalingradu) – przewodniczący Centralnego Komitetu Wykonawczego (CIK) Czuwaskiej ASRR (1927-1929).
Od 1911 uczył się w szkole nauczycielskiej w Uljanowsku, od 1916 służył w rosyjskiej armii, a po rewolucji październikowej 1917 kierował szkołą janszychowsko-norwaską w Czuwaskiej Komunie Pracowniczej. Od września 1927 do marca 1929 był przewodniczącym CIK Czuwaskiej ASRR, później instruktorem Prezydium WCIK, następnie służył w Armii Czerwonej, uczestniczył w wojnie z Niemcami, m.in. w bitwie pod Stalingradem, gdzie zginął.